# Tunchiornis
Tunchiornis – rodzaj ptaków z podrodziny wireonków (Vireoninae) w obrębie rodziny wireonkowatych (Vireonidae).

## Rozmieszczenie geograficzne
Rodzaj obejmuje gatunki występujące w Ameryce.

## Morfologia
Długość ciała 9,5–12,5 cm; masa ciała 8,4–13,5 g.

## Systematyka
Rodzaj zdefiniowała w 2014 roku para amerykańskich ornitologów – David L. Slager i John Klicka – w artykule zatytułowanym Polifiletyzm rodzaju Hylophilus i nowy rodzaj dla leśniaka rdzawoczelnego (Aves: Passeriformes: Vireonidae), opublikowanym w czasopiśmie „Zootaxa”. Gatunkiem typowym jest (oryginalne oznaczenie) leśniak rdzawoczelny (T. ochraceiceps).

### Etymologia
Tunchiornis: w mitologii peruwiańskiej El Tunche to gwiżdżący duch opiekuńczy lasów deszczowych i pod żadnym pozorem nie należy naśladować ani odpowiadać na jego syczące gwizdy; gr. ορνις ornis, ορνιθος ornithos ‘ptak’.

### Podział systematyczny
Do rodzaju należą następujące gatunki:
- Tunchiornis ochraceiceps (P.L. Sclater, 1860) – leśniak rdzawoczelny
- Tunchiornis ferrugineifrons (P.L. Sclater, 1862) – leśniak rdzaworzytny
- Tunchiornis luteifrons (P.L. Sclater, 1881) – leśniak orinokański
- Tunchiornis rubrifrons (P.L. Sclater & Salvin, 1867) – leśniak płomiennogłowy